# Cyphon cooperi
Cyphon cooperi là một loài bọ cánh cứng trong họ Scirtidae. Loài này được Schaeffer miêu tả khoa học năm 1931.